# Halloween III: Season of the Witch
Halloween III: Season of the Witch (prt: Halloween 3 - Regresso Alucinante; bra: Halloween III - A Noite das Bruxas) é um filme estadunidense de 1982, do gênero terror, dirigido por Tommy Lee Wallace.

## Sinopse
Um médico investiga as mortes violentas de pacientes em seu hospital e descobre o responsável pelas atrocidades: um maníaco, criador de máscaras de bruxas, decidido a espalhar o terror pelo país.

## Elenco
- Tom Atkins  ... Dr. Daniel 'Dan' Challis
- Stacey Nelkin... Ellie Grimbridge
- Dan O'Herlihy... Conal Cochran
- Michael Currie ... Rafferty
- Ralph Strait	... Buddy Kupfer
- Maidie Norman	... Enfermeira Agnes